# Циндой
Циндой (чечен. ЦӀиндойн овла) — покинутый[уточнить] аул в Чеберлоевском районе Чеченской Республики.

## География
Расположен на правом берегу реки Шароаргун, к юго-востоку от районного центра Шаро-Аргун.
Ближайшие населённые пункты: на северо-востоке — Чубах-Кенерой, на северо-западе — Дай, на юго-востоке — Монахой, Инкот и Кири.

## История
Циндой — один из нескольких хуторов, входящих в общество Келой.
Ранее село входило в состав Чеберлоевского района.